# Juliette Tresanini
Juliette Tresanini est une actrice, scénariste et réalisatrice française.
Elle est connue comme vidéaste sur  YouTube et pour son rôle de Sandrine Lazzari dans la série télévisée Demain nous appartient.

## Biographie

### Jeunesse et formation
Née d'un père d'origine italienne et d'une mère française, elle grandit à Rueil-Malmaison, dans les Hauts-de-Seine. Elle étudie l'économie et la gestion à l'Université Paris-Dauphine et à la London School of Economics, avant d'obtenir, en 2004, un poste dans une grande entreprise à Londres. Mais Juliette Tresanini a besoin d'autre chose. Elle déclare à Paris Match à ce propos : « Je ne pouvais pas passer ma vie à faire la même chose, au même endroit, tous les jours ».
De retour à Paris, elle s'inscrit au cours Florent. Elle y trouve sa voie. Elle créé sa compagnie de théâtre, se présente à des castings. Elle tourne dans des séries et se fait connaître sur YouTube.

### Carrière de vidéaste
Juliette Tresanini se lance dans des vidéos sur YouTube après la naissance de son fils en 2013. Une activité qui lui permet de mieux s'organiser par rapport aux horaires de la crèche. Elle participe d'abord à la chaîne Good Monique, puis crée la chaîne Martin, sexe faible avec son compagnon, Paul Lapierre. En octobre 2015, elle lance la chaîne Parlons peu, parlons cul, qui devient ensuite Parlons peu, mais parlons !, avec Maud Bettina-Marie, rencontrée sur le tournage de Bref. La chaîne est coproduite par Paul Lapierre et par le frère du cocréateur de Bref., Keyvan Khojandi. Éducative, la chaîne s'adresse aux jeunes et aborde la sexualité sans tabou mais avec humour. Les deux femmes y invitent d'autres youtubeurs à succès tels que Kemar, Natoo ou Norman. En mars 2016, le programme décroche le prix du public catégorie « humour » au Web Program Festival de Paris. En juin 2016, moins d'un an après le lancement de la chaîne, la chaîne est suivie par 250 000 abonnés et on en compte plus de 600 000 en janvier 2019. En février 2017, le programme est adapté en livre sous le titre Parlons peu... Parlons culture, chez Michel Lafon.
La comédienne propose également une chaîne Youtube à son nom. En avril 2018, elle était suivie par 175 000 abonnés.

### Carrière à la télévision et au cinéma
La comédienne fait ses débuts à la télévision dans un épisode de Joséphine, ange gardien en 2007. Elle apparaît également dans Fais pas ci, fais pas ça et surtout dans Bref. Elle joue également dans Joséphine s'arrondit, le film de Marilou Berry sorti en 2015. Repérée, grâce à ses vidéos sur YouTube, par la directrice de casting de la série quotidienne Demain nous appartient, lancée à l'été 2017, elle y décroche son premier rôle récurrent, celui de Sandrine Lazzari, conseillère principale d'éducation (puis proviseure) et femme de la juge Laurence Moiret, interprétée par Charlotte Valandrey. Présente dans de nombreux épisodes depuis le début de la série, elle se fait connaître d'un plus large public. Depuis elle a joué dans "le Furet" et "Sisbro" pour TF1 et dans "Pour te retrouver" pour M6. Elle vient de sortir un livre aux éditions Marabout : "Ces phrases qui changent la vie". Elle sera jury au Festival de Cannes Édition 2022 dans la section "Hello Planète".

### Vie personnelle
Juliette Tresanini est en couple avec Paul Lapierre, également comédien, qu'elle a rencontré au cours Florent et avec qui elle a un fils, Oscar[réf. nécessaire], né en 2012.

### Engagements
Elle s'engage pour la défense de l'environnement en participant au mouvement « On est prêt » en novembre 2018 puis, en décembre de la même année, à l'opération « L'Affaire du siècle » qui lance une procédure judiciaire contre l'État français pour l'obliger à tenir ses engagements écologiques.
Juliette soutient aussi l'association Women Safe & Children qui prend en charge les femmes et enfants victimes de violence.

## Filmographie
Sauf indication contraire, les informations mentionnées dans cette section peuvent être confirmées par les bases de données cinématographiques IMDb et Allociné,  présentes dans la section « Liens externes ».

### Actrice

#### Télévision
- 2008 : Joséphine, ange gardien, épisode Les deux font la paire, de Laurent Lévy : Laure
- 2011 : Bref. de Kyan Khojandi et Bruno Muschio : l'ex de « Je »
- 2011 : Fais pas ci, fais pas ça, épisode Engagez-vous, de Gabriel Julien-Laferrière : Gaëlle
- 2014 : Studio Bagel, épisode Call of Beauty, de Ludoc : Cynthia
- 2016 : Lolywood, épisode En toute honnêteté : Youtube
- 2017 : Munch
- 2017 : Fais pas ci, fais pas ça, épisode Guerre froide, de Michel Leclerc : la collègue Juliette
- 2017 : Air Pirault, épisode Retarded
- 2017 à 2021 & 2023 : Demain nous appartient : Sandrine Lazzari (épisodes 1 à 1046 et 1455 à 1485)
- 2019 : Cherif
- 2019 : Nina, épisode Mère et fille, d'Éric Le Roux : Louise
- 2021 : Pour te retrouver : L'institutrice
- 2021 : Le Furet : Candice
- 2022 : Sisbro : La sœur
- 2022 :  Le Souffle du dragon : Juliette
- 2023 : Léo Matteï, Brigade des mineurs : Blanche Lesage
- 2023 : Disparition inquiétante, épisode 5 Retour aux sources, réalisé par Stéphanie Pillonca-Kervern : Mélina
- 2024 : Camping Paradis : Carole (saison 15, épisode 1)
- 2024 : Simon Coleman (épisode Balle perdue) : Séverine Chabriac
- 2025 : Meurtres à Concarneau d'Adeline Darraux : Maël

#### Cinéma
- 2008 : Kissing Paris d'Anna Kannava : Béatrice
- 2014 : SMS de Gabriel Julien-Laferrière : l'hôtesse de SFR
- 2016 : Adopte un veuf de François Desagnat : la coloc dépressive
- 2016 : Faut pas lui dire de Solange Cicurel : Julie, l'ex-femme d'Alain
- 2016 : C'est quoi cette famille ?! de Gabriel Julien-Laferrière : la mère révoltée à la réunion parent prof
- 2018 : Les Affamés de Léa Frédeval : la rédactrice en chef
- 2019 : Alice de Josephine Mackerras : Carol
- 2019 : Mon père s'appelle Bernard Menez de Xavier Bernard : Alice

#### Courts métrages
- 2008 : La Vie de Georges de Jeremy Strohm
- 2011 : Sauver les apparences de Matthieu Mares-Savelli
- 2012 : Chez toi ou chez moi ? de Maël Rollin et Thomas Scohy
- 2012 : Rien à dire de Jeremy Strohm
- 2012 : Je suis une mélodie de Jeremy Strohm et Juliette Tresanini
- 2013 : Le Nouveau Voisin de Jeremy Strohm
- 2013 : Retour vers le mariage de Jeremy Strohm et Sandy Strohm
- 2013 : Je suis un tombeur de Paul Lapierre et Juliette Tresanini : femme no 1
- 2013 : Le Métronome de Jeremy Strohm
- 2014 : Le Règne des enfants de Raphaël Descraques
- 2014 : Moonlight Serenade de Laurent Firode : Juliette
- 2014 : Comme une grande de Paul Lapierre
- 2015 : Fanette de Sébastien Chamaillard
- 2015 : Il était une fois la Révolution de Maxime Potherat : la Révolution
- 2015 : Instaclash pub de Baptiste Magontier
- 2016 : Le Ministère de l'Internet et le CNC de Pierre Jampy, Audrey Pirault et Juliette Tresanini
- 2016 : Y'a plus d'ingé son ! de Ludovik Day et Jeremy Strohm
- 2016 : Reml d'Aurélien Rapatel et Manon Valentin
- 2016 : Je suis ta fille d'Aurélien Rapatel : Victoria
- 2016 : Fish and Chicks de Julie Grumbach et Elise McLeod
- 2016 : Comment les étrangers voient le Français - Mat et Swann de Matthieu Corno et Swann Périssé : celle qui regarde Marjorie avec dédain
- 2017 : Polaroïd d'Aurélien Rapatel
- 2017 : Hypnose entre collègues d'Aurélien Rapatel : Juliette
- 2017 : À la fin des contes de fées de Sylvain Adeline : princesse Jaune
- 2017 : Femme de Youtuber de Jean Pixel
- 2017 : Ils m'agacent  de Sylvain Adeline
- 2017 : Petits Castings entre amis ! de Paul Lapierre
- 2018 : YouTube contre-attaque ! d'Aurélien Rapatel : elle-même
- 2018 : L'Adieu final d'Aurélien Rapatel : Camille
- 2018 : Le Soutien-gorge de Laurent Firode
- 2019 : Comédienne de Paul Lapierre : Sophie
- 2019 : Dying Lights de Valentin Belleville
- 2019 : Dernière chance de Paul Lapierre : Clara
- 2020 : Suderis d'Emy LTR : l'infirmière
- 2020 : J'ai décidé de ne pas vieillir ! de Paul Lapierre
- 2020 : Dans ses rêves de Laurent Firode
- 2020 : De l'autre côté de l'armoire de Laurent Firode
- 2020 : Symposium d'Édouard Pradel de Lamaze : Aurélie
- 2021 : La Cicatrice de Laurent Firode : Laure
- 2021 : Le But du jeu de Laurent Firode
- 2021 : Promo 2000 de Paul Lapierre

#### Web séries
- 2014 : Good Monique
- 2015-2017 : Le Latte chaud
- 2015-2018 : Martin, sexe faible : Julie, la voisine
- 2015-en cours : Parlons peu, mais parlons ! (d'abord intitulé Parlons peu... parlons cul) de Paul Lapierre
- 2017-en cours : Mini-Court de Laurent Firode
- 2020 : Demain c'est confinement d’elle-même (version comique et confinée de Demain nous appartient)

### Scénariste ou créatrice

#### Courts métrages
- 2011 : Sauver les apparences de Matthieu Mares-Savelli
- 2012 : Je suis une mélodie de Jeremy Strohm et Juliette Tresanini
- 2013 : Le Métronome de Jeremy Strohm
- 2013 : Je suis un tombeur de Paul Lapierre et Juliette Tresanini
- 2014 : Comme une grande de Paul Lapierre
- 2015 : Il était une fois la Révolution de Maxime Potherat
- 2015 : Instaclash pub de Baptiste Magontier
- 2016 : Le Ministère de l'Internet et le CNC de Pierre Jampy, Audrey Pirault et Juliette Tresanini
- 2017 : Femme de Youtuber de Jean Pixel
- 2017 : Ils m'agacent  de Sylvain Adeline
- 2017 : Petits Castings entre amis ! de Paul Lapierre
- 2018 : YouTube contre-attaque ! d'Aurélien Rapatel - idée originale
- 2019 : Comédienne de Paul Lapierre
- 2019 : Dernière chance de Paul Lapierre
- 2021 : Promo 2000 de Paul Lapierre

#### Web séries
- 2014 : Good Monique
- 2015 - 2017 : Le Latte chaud
- 2015-2018 : Martin, sexe faible
- 2015-en cours : Parlons peu, mais parlons ! (d'abord intitulé Parlons peu... parlons cul) de Paul Lapierre
- 2017-en cours : Mini-court de Laurent Firode
- 2020 : Demain c'est confinement (version comique et confinée de Demain nous appartient)
- 2020 : J'ai décidé de ne pas vieillir ! de Paul Lapierre : co-écrit avec Paul Lapierre
- 2021 : La Cicatrice de Laurent Firode : idée originale, dialogues co-écrits avec Laurent Firode

### Doublage
- 2022 : Rick et Morty : le Tyrannosaure (saison 6, épisode 2)

### Réalisatrice

#### Courts métrages
- 2012 : Je suis une mélodie - coréalisé avec Jeremy Strohm
- 2013 : Je suis un tombeur - coréalisé avec Paul Lapierre
- 2016 : Le Ministère de l'Internet et le CNC - coréalisé avec Pierre Jampy et Audrey Pirault

#### Web séries
- 2015 - 2018 : Martin, sexe faible

## Publication
- Parlons peu... Parlons culture !, avec Maud Bettina-Marie, Éditions Michel Lafon, 2017[10]
- Ces phrases qui changent la vie, Éditions Marabout, 2022

## Distinctions

### Décoration
- 2022 : Chevalier des Arts et Lettres[11]

### Récompenses
- 2014 : Prix spécial du jury de la meilleure production au Festival du court métrage d'humour de Meudon pour Je suis un tombeur réalisé avec Paul Lapierre[12]
- 2014 : Grand Prix au Festival de Valloires pour Je suis un tombeur[13]
- 2016 : Prix du public catégorie humour au Web Program Festival pour Parlons peu, parlons cul[5]

### Sélections
- 2015 : sélection de Je suis un tombeur réalisé avec Paul Lapierre, au Festival international du film de comédie de l'Alpe d'Huez, dans la catégorie "courts métrages"[14].
- 2016 : sélection de Martin, sexe faible réalisé avec Paul Lapierre, au Festival de la fiction TV de La Rochelle, dans la catégorie "Web-série"[15].
- 2021 : sélection de La Cicatrice réalisé par Laurent Firode, au Festival de la Baule, dans la catégorie "Compétition officielle de court-métrage"
- 2022 : sélection de Promo 2000 réalisé par Pierre Lafon, au Festival de Clermont-Ferrand, dans la catégorie "Pop-Up"